# فم (بلژیک)
شهر فم (به فرانسوی: Faimes) در شهرستان ورم (بلژیک)  در استان لیئژ  در منطقه فدرال والوون در کشور بلژیک واقع شده‌است.

## نگارخانه

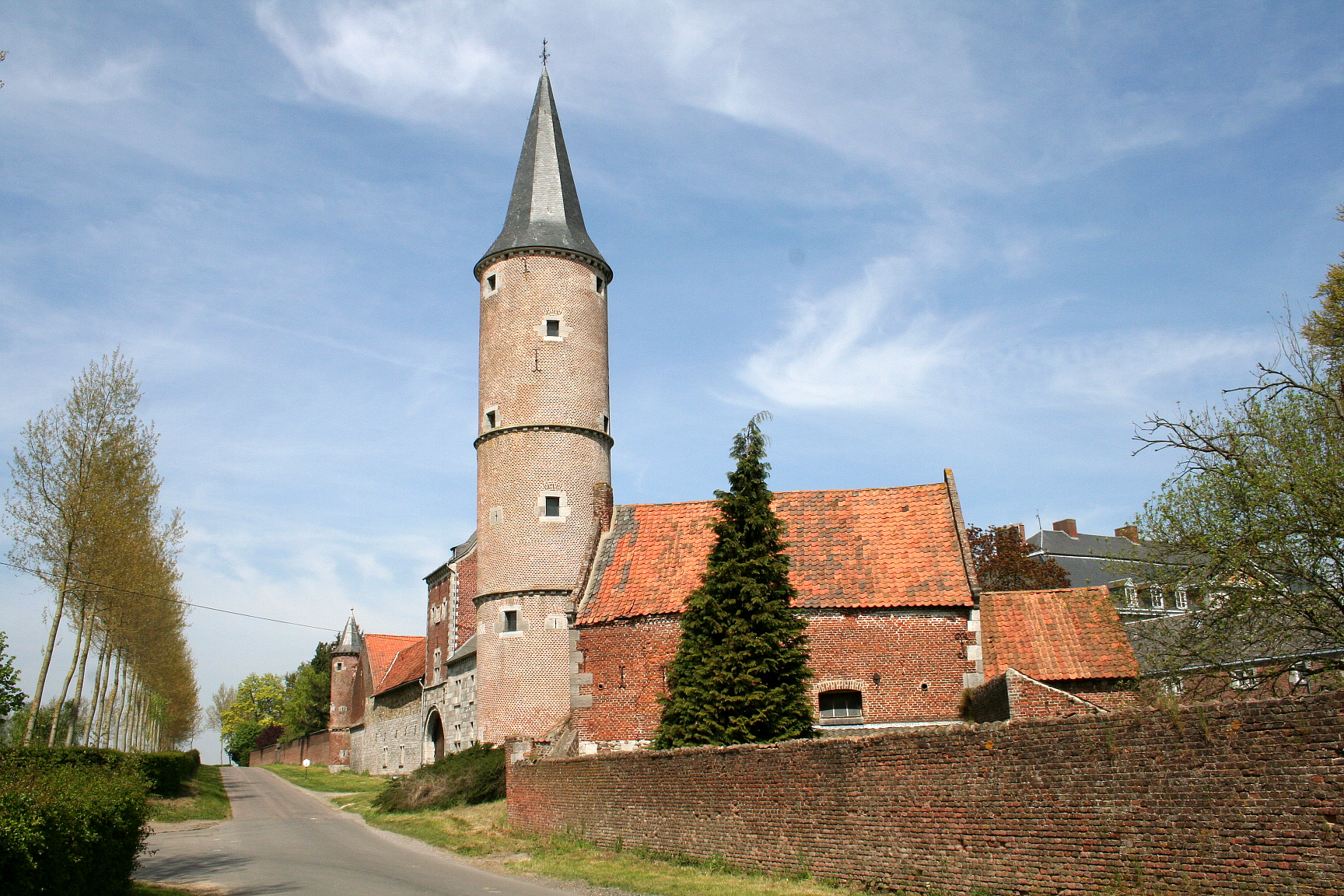
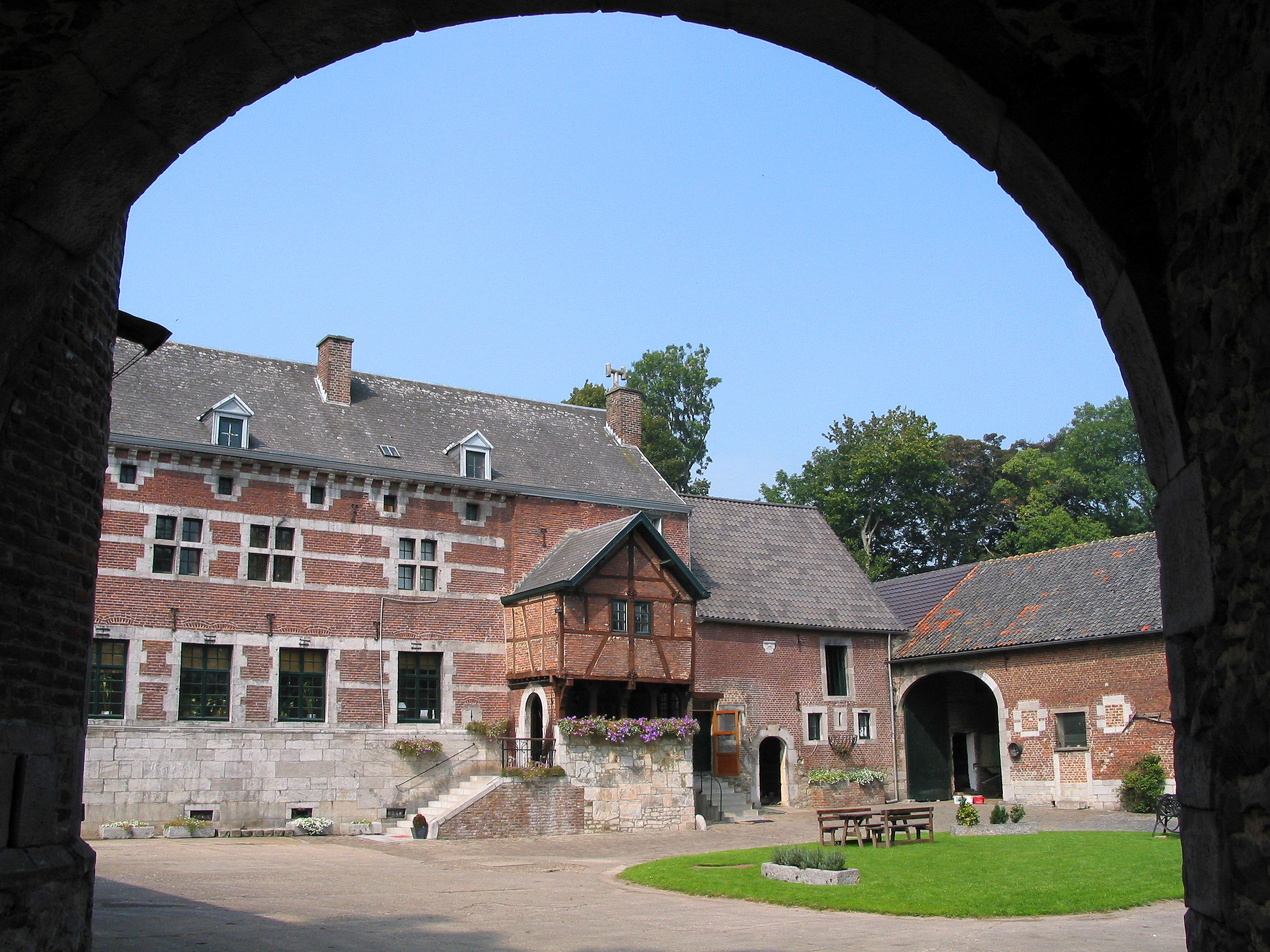
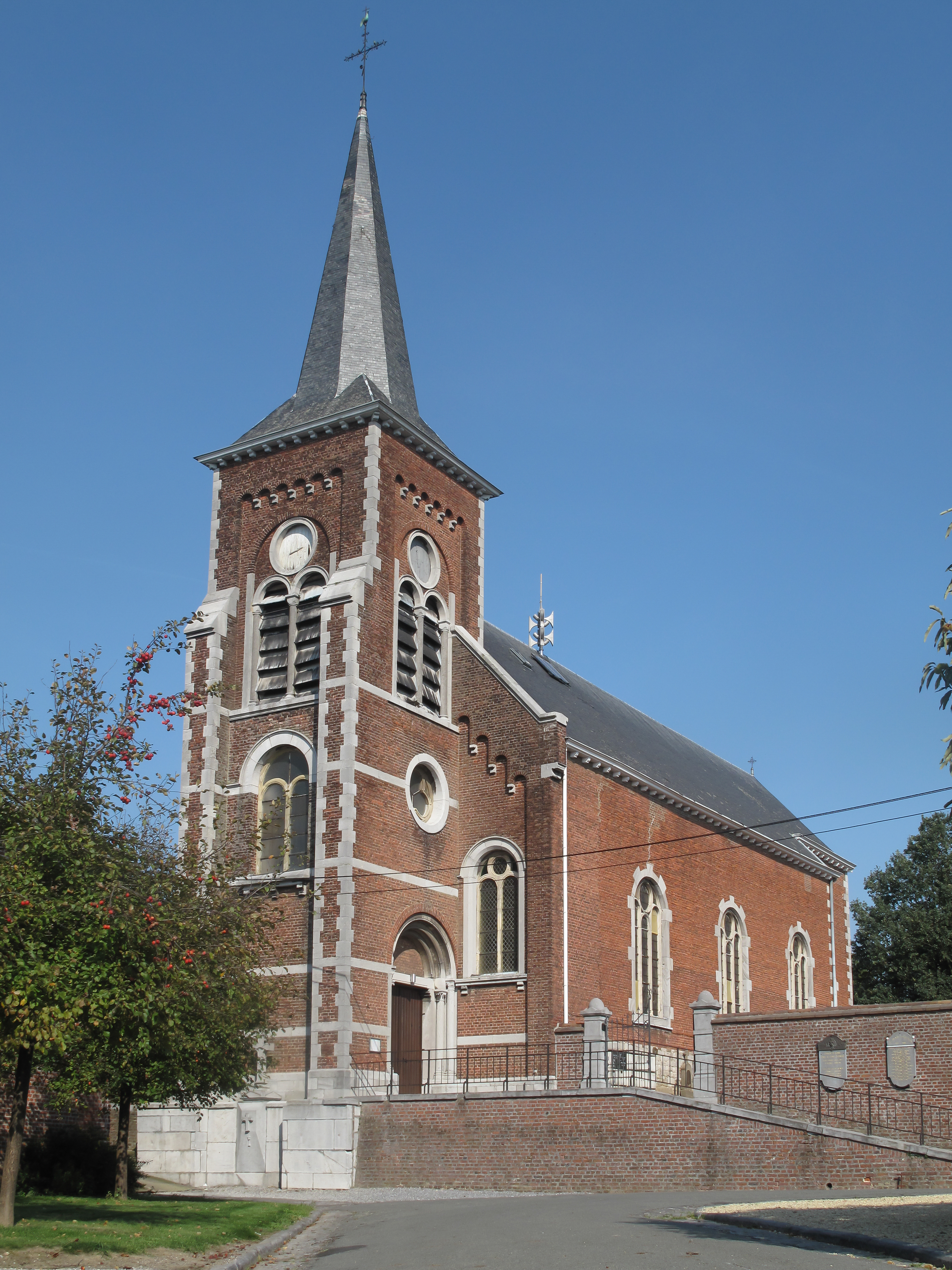